# 奥托·弗雷斯多夫
奥托·弗雷斯多夫（德語：Otto Fräßdorf，1942年2月5日—），德国男子足球运动员，司职前锋。他曾代表德国联队参加1964年夏季奥林匹克运动会足球比赛，获得一枚铜牌。